# العصر الجليدي الأخير

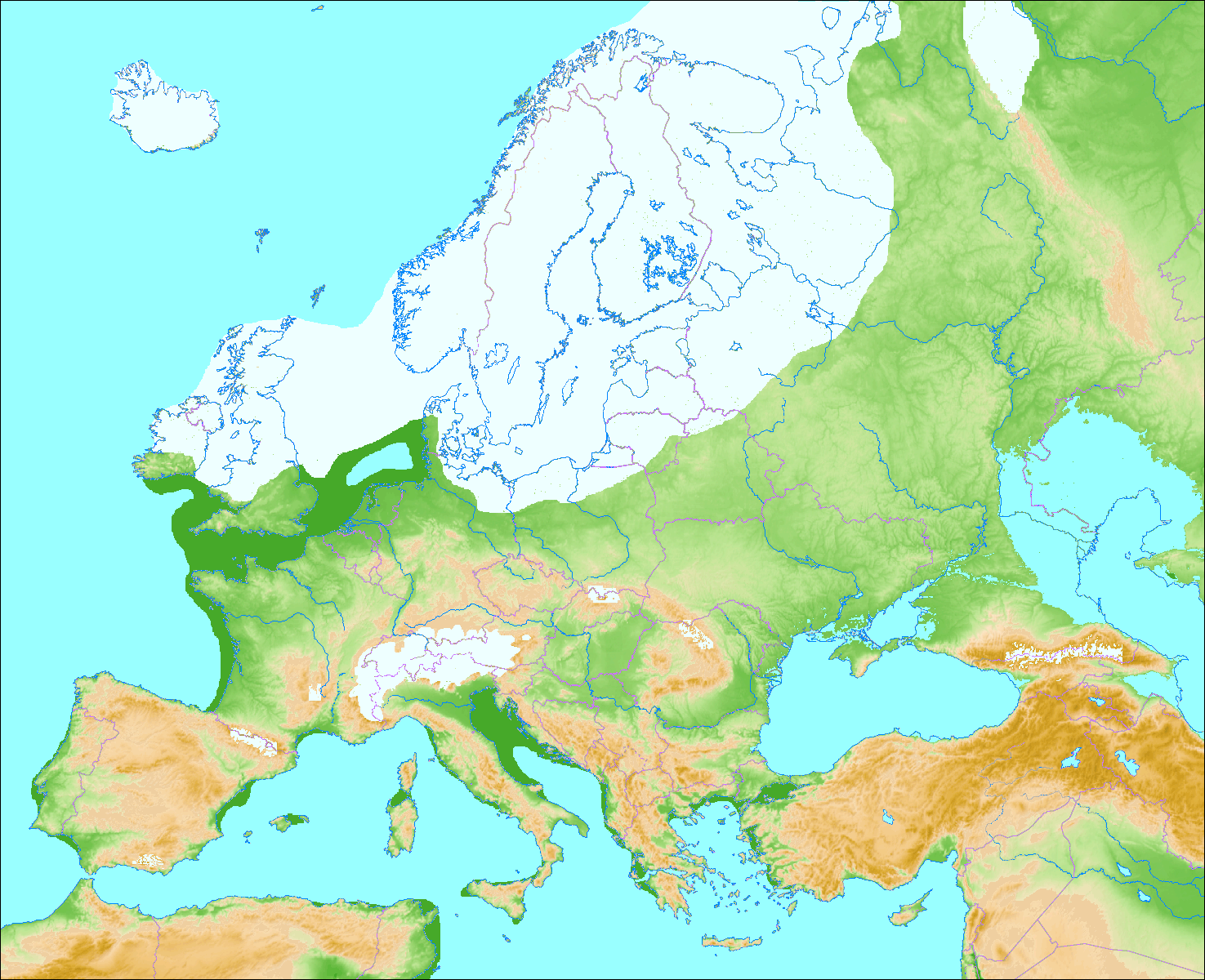
أوروبا خلال العصر الجليدي الأخير قبل نحو 20.000 سنة.

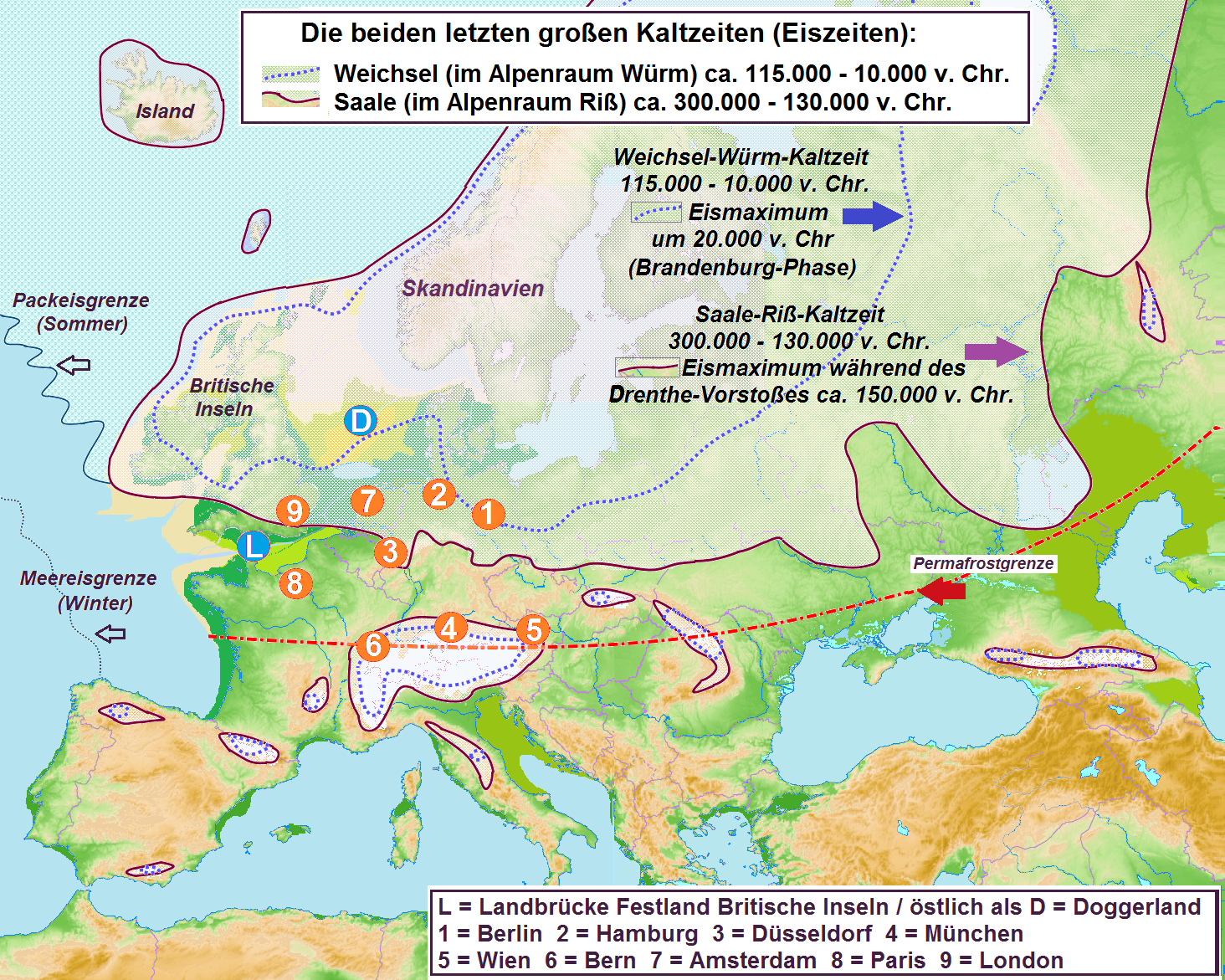
الشكل يبين مرحلتين : قبل 300.000 سنة (بنفسجي) وقبل 20.000 (أحمر) [لاحظ جبال الألب وبعض المرتفعات في إسبانيا وإيطاليا والقوقاز. ]. الأرقام تعطي مواقع مدن حالية.

العصر الجليدي الأخير هو أقرب عصر جليدي من فترات تجلد الرباعي إلى زمننا الحالي والذي حدث في الأعوام الأخيرة من البليستوسين، منذ حوالي 110,000 إلى 10,000 عام.
أثناء ذاك العصر، كانت هناك عدة تغييرات جليدية بين تقدم وانحسار. كان أقصى تقدم للتجلد منذ حوالي 18,000 عام. يرى علماء الآثار، أن هذا العصر يقع في فترات العصر الحجري القديم والعصر الميزوليتي.
حدث العصر الجليدي الأخير من نهاية الفترة الإيميانية إلى نهاية الدرياس الأصغر، وتشمل الفترة بين حوالي 115,000- حوالي 11,700 سنة مضت. وفترة العصر الجليدي الأحدث هذه هي جزء من أنماط من الفترات الجليدية وبين الجليدية تُعرف باسم الغمر الجليدي الرباعي الممتد من حوالي 2,588,000 سنة مضت إلى وقتنا هذا. يستند تعريف العصر الرباعي الذي بدأ قبل 2.58 مليون سنة إلى تشكل حزمة الجليد في القطب الشمالي. بدأت صفيحة القارة القطبية الجنوبية الجليدية بالتشكل قبل ذلك، قبل حوالي 34 مليون سنة، في منتصف حقبة الحياة الحديثة (حدث انقراض الأيوسين-الأليغوسين). يستعمل مصطلح العصر الجليدي المتأخر الحديث ليشمل هذه الفترة المبكرة.
كانت هناك أحداث متناوبة لتقدم وتراجع جليدي خلال فترة العصر الجليدي هذه. حدثت الذروة الجليدية الأخيرة ضمن الفترة الجليدية الأخيرة قبل حوالي 22,000 سنة. بينما كان النمط العام للبرود العالمي والتقدم الجليدي أصغر، جعلت الاختلافات الموضعية في نشوء التقدم والتراجع الجليدي من مقارنة التفاصيل من قارة إلى قارة صعبة (انظر إلى صورة بيانات لب الجليد في الأسفل للاختلافات). بدأت الذروة الجليدية الأخيرة قبل حوالي 13,000 سنة. وأوضحت نهاية فترة الدرايس الأصغر قبل حوالي 11,700 سنة بداية عصر الهولوسين الجيولوجي، والذي يشمل التراجع الجليدي الهولوسيني.
من وجهة نظر علم الآثار البشري، تقع الفترة الجليدية الأخيرة في فترة العصر الحجري القديم وبداية فترة العصر الحجري المتوسط. عندما بدأت الأدوار الجليدية بالحدوث، كان الإنسان العاقل حبيس خطوط العرض الدنيا واستعمل الأدوات المشابهة للأدوات المستعملة من قبل إنسان النياندرتال في غرب ووسط أوراسيا ومن قبل إنسان دينيسوفا والإنسان المنتصب في آسيا. هاجر الإنسان العاقل إلى أوراسيا وأستراليا مع قرب نهاية الحدث. تقترح البيانات الجينية والآثارية أن مجموعات سكان العصر الجليدي القديم قد نجت من الفترة الجليدية الأخيرة في مناطق الغابات القليلة وتبعثرت بين مناطق ذات إنتاج أولي عالي مع تجنبها للمناطق ذات الغطاء الحرجي الكثيف.

## الأصل والتعريف
يُشار إلى الفترة الجليدية الأخيرة في بعض الأحيان على أنها »العصر الجليدي الأخير«، بالرغم من أن هذا الاستخدام غير صحيح لأن العصر الجليدي هو فترة أطول من درجات الحرارة الباردة التي توجد فيها الصفائح الجليدية على مدار السنة بالقرب من أحد أو كلا القطبين. المراحل الجليدية هي مراحل أبرد ضمن عصر جليدي تتقدم فيه الكتل الجليدية؛ تُفصل بواسطة المدة بين دورين جليديين. وهكذا، نهاية فترة العصر الجليدي، التي كانت قبل حوالي 11,700 سنة، هي ليست نهاية العصر الجليدي الأخير بسبب استمرار وجود الجليد الممتد على مدار السنة في القارة القطبية الجنوبية وغرينلاند. على مدى ملايين السنوات القليلة الماضية، كانت الدورات الجليدية وبين الجليدية «تجري» بواسطة اختلافات دورية في مدار الأرض من خلال دورات ميلانكوفيتش.
العصر الجليدي الأخير هو أشهر جزء في العصر الجليدي الحالي، وقد دُرس بشكل مكثف في أمريكا الشمالية، أوراسيا الشمالية، الهيمالايا والمناطق التي كانت متجمدةً سابقًا حول العالم. غطت التجلدات التي حدثت خلال هذا العصر الجليدي العديد من المناطق، بشكل رئيسي في النصف الشمالي من الكرة الأرضية وعلى مدىً أقل في النصف الجنوبي من الكرة الأرضية. لهذه المناطق أسماء مختلفة، مُطورة تاريخيًا وبالاعتماد على توزيعها الجغرافي: فرايزر (في سلسلة جبال المحيط الهادئ في أمريكا الشمالية)، باينديل (في جبال روكي الوسطى)، وسكونسينان أو حقبة الغمر الجليدي ويسكونسن (في أمريكا الوسطى)، ديفّينسيان (في الجزر البريطانية)، ميدلانديان (في أيرلندا)، وورم (في جبال الألب)، ميريدا (في فنزويلا)، فاسيلي أو فستولي (في أوروبا الشمالية وأوروبا الوسطى)، فاليدي في روسيا وزيريانكا في سيبيريا، لانكويو في تشيلي، وأوتيرا في نيوزيلندا. تشمل المرحلة البليستوسينية المتأخرة بحسب علم الزمن الجيولوجي العصرَ الجليدي المتأخر (الفاسيلي) وفترة ما قبل العصر الجليدي الذي سبقته مباشرةً (الإيميانية).

## نظرة عامة

### نصف الكرة الشمالي

توزيع النبات في العالم أثناء العصر الجليدي الأخير.

كانت كندا مغطاة تقريبًا بالجليد بكاملها، وكذلك الجزء الشمالي من الولايات المتحدة، كلاهما مغطىً بغطاء لورنتيد الجليدي الضخم. بقيت ألاسكا دون جليد في الأغلب بسبب الظروف المناخية الجافة. وُجدت التجلدات المحلية في جبال الروكي والغطاء الجليديي الكوردييري والحقول الجليدية أو القلنسوات الجليدية في سييرا نيفادا في كاليفورنيا الشمالية. أما في بريطانيا ويابسة أوروبا وشمال غرب آسيا، وصل الغطاء الجليدي الاسكندنافّي مرة أخرى إلى الأجزاء الشمالية من الجزر البريطانية، ألمانيا، بولندا، روسيا، وامتد إلى أقصى شرق شبه جزيرة تايميار في سيبيريا الغربية. تم الوصول إلى الامتداد الأقصى للتجلد السيبيري الغربي بحلول 16,000-15,000 قبل الميلاد وبالتالي في وقت لاحق من وقت وصوله في أوروبا (حوالي 20,000-16,000 قبل الميلاد). لم يكن شمال شرق سيبيريا مغطىً بغطاء جليدي من القشرة القارية. بدلاً من ذلك، غطَّت مجموعاتٌ كبيرة ولكن محدودة من الحقول الجليدية سلاسل الجبال في شمال شرق سيبيريا، ومن ضمنها جبال كامتشاتكا-كورياك.
لم يكن المحيط المتجمد الشمالي بين الغطاءين الجليديين بين أمريكا وأوراسيا متجمدًا على طول الفترة، ولكنه كان على الأرجح مغطىً مثل يومنا هذا بجليد سطحي نسبيًا، يخضع للتغيرات الموسمية ومليئًا بانفصالات الجبال الجليدية من الصفائح الجلدية المحيطة. بحسب تركيب الرواسب المستخرجة من نوى البحر العميق يجب أن تكون هناك أوقات كانت فيها المياه مفتوحة موسميًا.
خارج الصفائح الجليدية الرئيسية، حدث التجلد الواسع الانتشار في أعلى جبال سلسلة الألب-الهيمالايا الجبلية. على عكس المراحل الجليدية السابقة، كان تلجد وورم يتألف من قلنسوات جليدية أصغر ومحصورة في الكتل الجليدية للوادي في الغالب، مرسلةً فصوصًا جليدية إلى رأس بر الألبين. كانت البرانس، وهي أعلى سلاسل جبلية في جبال الكاربات وجبال شبه جزيرة البلقان وإلى الشرق من القوقاز وجبال تركيا وإيران مغطاةً بواسطة حقول جليدية أو صفائح جلدية صغيرة.
في هضبة هيمالايا والتبت، تقدمت الكتل الجليدية كثيرًا، بالأخص بين 45,000 و25,000 قبل الميلاد، ولكن هذه التواريخ مثيرة للجدل. تكوين الصفيحة الجليدية المجاورة على هضبة التبت مثير للجدل.
لم تحمل مناطق أخرى في نصف الكرة الشمالي صفائح جليدية ممتدة، ولكنها حملت كتلًا جليدية محلية في المناطق المرتفعة. تجمدت أجزاءٌ من تايوان، على سبيل المثال، بشكل متكرر بين 42,250 و8,680 قبل الميلاد وكذلك جبال الألب اليابانية. حدث التقدم الجليدي الأقصى في كلا المنطقتين بين 58,000 و28,000 قبل الميلاد. لا تزال الكتل الجليدية موجودة في أفريقيا إلى حد ما، على سبيل المثال في الأطلس الكبير، جبال المغرب، سلسلة جبال أتاكور في جنوب الجزائر، وعدة جبال في إثيوبيا. في نصف الكرة الجنوبي، كان هناك غطاء جليدي من عدة مئات من الكيلومترات المربعة على الجبال الشرق أفريقية في مجموعة قمم جبل كليمنجارو، جبل كينيا وجبال رونزوري، لا تزال تحمل بقايا الكتل الجليدية حتى اليوم.